# Каніфінґ
Каніфінґ (англ. Kanifing) — місто у Гамбії, один з двох районів у Великому Банжулі.

## Розташування
Розташований поруч з найбільшим містом країни Серекунда. Підпорядковане округу Банжул та є району Гамбії. Знаходиться на узбережжі Атлантичного океану.

## Клімат
У місті Каніфінґ тропічний клімат. Взимку набагато менше опадів ніж влітку. Середньорічна температура в місті + 26.1 °C. Випадає близько 901 мм опадів на рік.
Найпосушливіший місяць — лютий з опадами 0 мм. Велика частина опадів випадає у серпні, у середньому 335 мм. Найтепліший місяць року — червень із середньою температурою + 27.5 °C. Середня температура у січні + 23.8 °C. Це найнижча середня температура протягом року.
| Клімат                                     | Клімат | Клімат | Клімат | Клімат | Клімат | Клімат | Клімат | Клімат | Клімат | Клімат | Клімат | Клімат | Клімат |
| Показник                                   | Січ.   | Лют.   | Бер.   | Квіт.  | Трав.  | Черв.  | Лип.   | Серп.  | Вер.   | Жовт.  | Лист.  | Груд.  | Рік    |
| Абсолютний максимум, °C                    | 37     | 39     | 40     | 41     | 41     | 38     | 34     | 33     | 34     | 37     | 36     | 36     | 41     |
| Середній максимум, °C                      | 31     | 32     | 34     | 33     | 32     | 32     | 30     | 29     | 31     | 32     | 32     | 31     | 32     |
| Середній мінімум, °C                       | 15     | 16     | 17     | 18     | 19     | 23     | 23     | 23     | 23     | 22     | 18     | 16     | 19     |
| Абсолютний мінімум, °C                     | 7      | 10     | 12     | 12     | 14     | 18     | 21     | 20     | 17     | 16     | 12     | 9      | 7      |
| Середня кількість сонячних годин на місяць | 279    | 282    | 310    | 300    | 310    | 270    | 186    | 186    | 180    | 248    | 240    | 279    |        |
| Днів з дощем                               | 0      | 0      | 0      | 0      | 1      | 5      | 16     | 19     | 19     | 9      | 1      | 3      |        |
| Вологість повітря, %                       | 47     | 46     | 52     | 61     | 69     | 76     | 83     | 86     | 84     | 80     | 69     | 56     |        |
| ------------------------------------------ | ------ | ------ | ------ | ------ | ------ | ------ | ------ | ------ | ------ | ------ | ------ | ------ | ------ |

## Населення
| Рік  | Населення |
| ---- | --------- |
| 1993 | 228 214   |
| 2003 | 322 410   |
| 2013 | 382 096   |

Етнічний склад населення за даними перепису в 1993 році
| Народність      | Чисельність | %     |
| --------------- | ----------- | ----- |
| Мандінка        | 64.978      | 35,93 |
| Фульбе          | 19.944      | 11,03 |
| Волоф           | 29.774      | 16,46 |
| Діола           | 35.394      | 19,57 |
| Сонінке         | 8.197       | 4,53  |
| Інші народності | 22.559      | 12,47 |